# Sint-Lambertuskapel (Maastricht)
De Sint-Lambertuskapel is een kapel in de Nederlandse stad Maastricht. De kapel staat aan de Lage Kanaaldijk nabij de Kapelweg in de buurt Villapark. De kapel is gewijd aan Sint-Lambertus, een van de laatste bisschoppen van Maastricht, die hier volgens de overlevering oorspronkelijk begraven zou zijn.

## Geschiedenis
De locatie van de kapel lag eeuwenlang binnen de kern van het dorp en de vrijheid Sint Pieter. Door de in de loop der eeuwen verder uitdijende vestingwerken van Maastricht en de talloze belegeringen, moest het dorp meermaals worden afgebroken en verschoof de dorpskern uiteindelijk naar het zuiden, naar de huidige locatie rondom de kerk van Sint-Pieter boven.
De huidige kapel is deels gebouwd op de fundamenten van de 12e of 13e-eeuwse parochiekerk van Sint Pieter. Bij het graven van het Kanaal Luik-Maastricht stuitte men omstreeks 1847 op de fundamenten van de apsis van deze kerk. Ook werden 14 Merovingische en/of Karolingische sarcofagen en een grote hoeveelheid menselijke beenderen opgegraven. In 1980 en 1994 vonden bij de kapel archeologische opgravingen plaats, waarbij opnieuw resten van de middeleeuwse kerk, een mogelijk oudere voorganger en een vroegmiddeleeuwse begraafplaats werden aangetroffen. Het aantal gevonden mergelstenen sarcofagen kwam daarmee op twintig, wat volgens de Leidse mediëvist Frans Theuws duidt op een plek met een hoge cultusstatus. Daarnaast werden in de directe omgeving van de kapel een zevental vroegmiddeleeuwse waterputten en minstens tien andere putten aangetroffen. Uit een document in het archief van de Onze-Lieve-Vrouwebasiliek met betrekking tot de Luikse bisschop Waso (1042-48) kan worden afgeleid dat de kerk van Sint Pieter al in de 11e eeuw bestond. Onzeker is of de oudste kerk op deze locatie uit de tijd van bisschop Lambertus (†714) stamt, zoals de overlevering wil, hoewel de aanwezigheid van de sarcofagen daarop zou kunnen duiden. Volgens sommige hagiografieën van Lambertus werd hij na de moord in Luik in het graf van zijn ouders op zijn domein te Sint Pieter begraven, waarna zijn lichaam enkele jaren later door zijn opvolger Hubertus werd overgebracht naar een nieuwgebouwde grafkerk te Luik, de latere Sint-Lambertuskathedraal. In 1525, 1624 en 1850 meende men het oorspronkelijke familiegraf te hebben aangetroffen en ook later is door lokale onderzoekers hiernaar gespeurd.
De middeleeuwse kerk werd in 1747 afgebroken voorafgaand aan de Slag bij Lafelt en het beleg door Maurits van Saksen tijdens de Oostenrijkse Successieoorlog. Na het beleg werd de nieuwe parochiekerk Sint-Pieter boven op een veilige hoogte ver van de stadsmuren herbouwd en in 1760 ingewijd. Op de locatie van de verdwenen middeleeuwse kerk verrees een kapel in barokke stijl, die aan Sint-Lambertus werd gewijd. Vanaf 1766 vond jaarlijks op 17 september een processie plaats vanaf de nieuwe parochiekerk naar de Lambertuskapel. Bij de aanleg van het Kanaal Luik-Maastricht (1845-1850) moest in 1847 ook de barokke Sint-Lambertuskapel wijken. Een petitie van de pastoor van Sint Pieter aan Koning Willem II om de kapel te behouden door het kanaal enkele meters te verleggen, bleef zonder resultaat. In 1847 werd ten westen van het kanaal de huidige, neoclassicistische kapel gebouwd, zo dicht mogelijk bij de oorspronkelijke.
Sinds 1966 is de kapel beschermd als rijksmonument. In 1973 is het eigendom van de kapel overgegaan van de parochie naar de gemeente Maastricht.

## Beschrijving
De eenvoudige, bakstenen kapel heeft een achthoekige plattegrond. De enige versiering bestaat uit geprofileerde pilasters op de hoeken. In vier van de acht gevelvlakken bevindt zich een rondboogvenster; in de tussenliggende gevelvlakken zijn dit de entree en rondbogige spaarvelden. De ingangsdeur is omlijst met Naamse steen en heeft een bovendorpel met een jaarvers. De kapel wordt gedekt door een koepeldak van leisteen, waarop een kruis is geplaatst. Tegen de kapelmuren zijn enkele oude grafstenen geplaatst. Het waaiervormige perceel waarop de kapel staat is geheel omgeven door een ligusterhaag, waarbinnen witte rozen zijn geplant. Aan de zijde van de Lage Kanaaldijk en de Kapelweg vormt een lage bakstenen muur een erfafscheiding met een poortopening aan eerstgenoemde straat.
In de kapel bevindt zich een klein altaar uit de 18e eeuw met stucwerkversieringen. Hierop staat sinds 1879 een beeld van Sint-Lambertus, afkomstig uit Antwerpen. Vanaf 1896 bezat de kapel muurschilderingen van Alfons Olterdissen, maar deze zijn verloren gegaan. De vier vensters zijn voorzien van glas in lood.

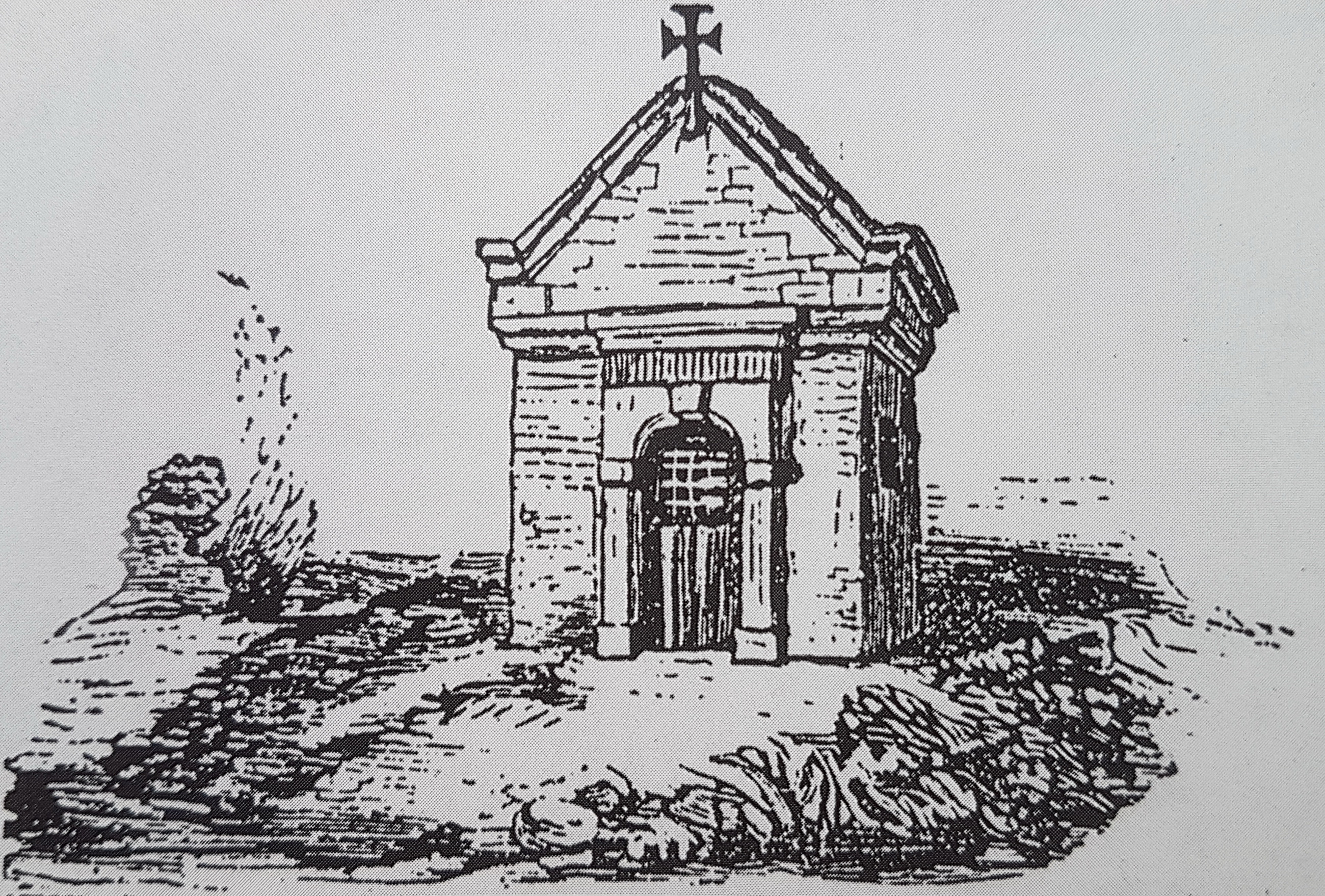
Kapel vóór 1847
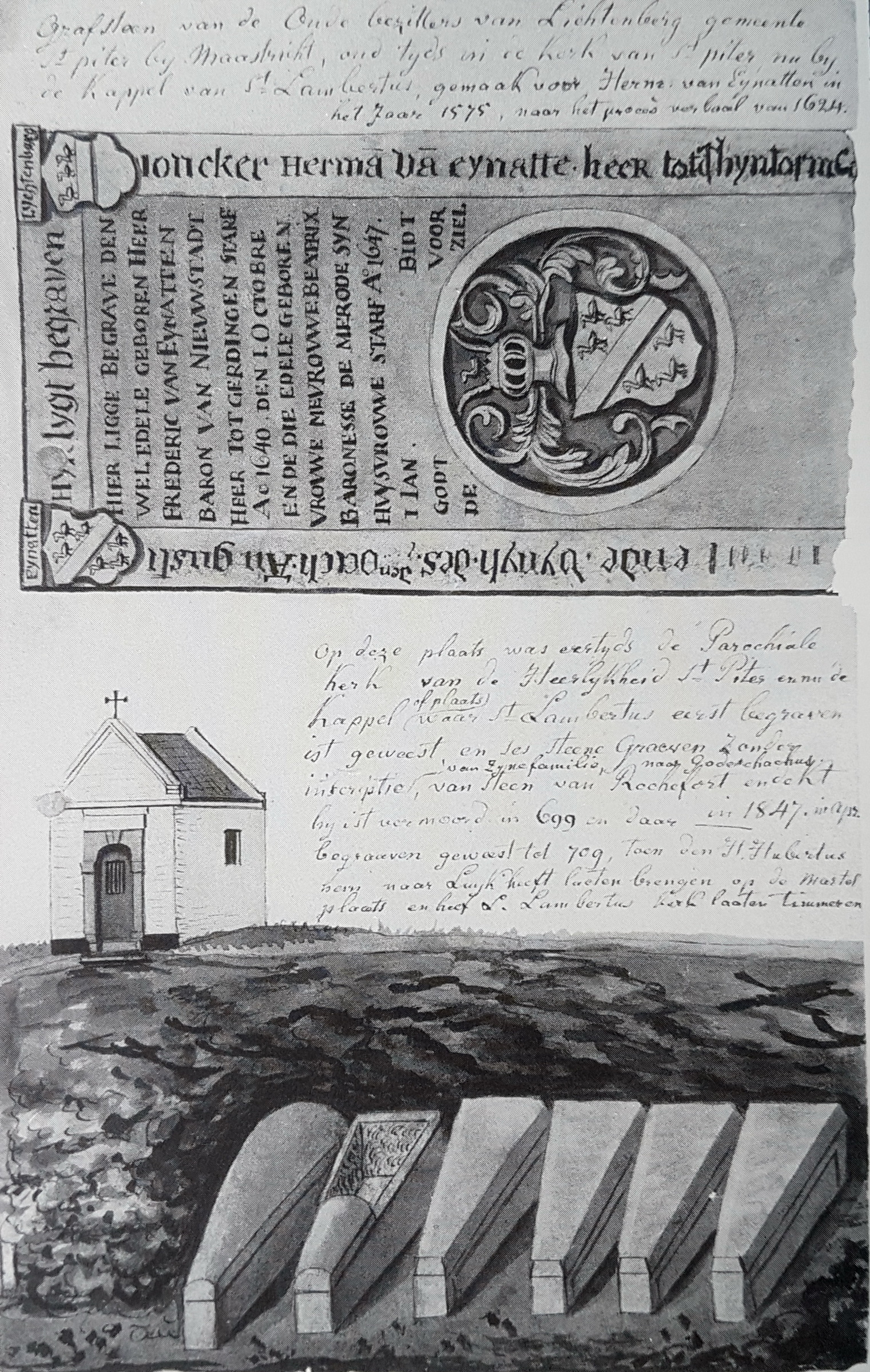
Afbraak kapel, 1847
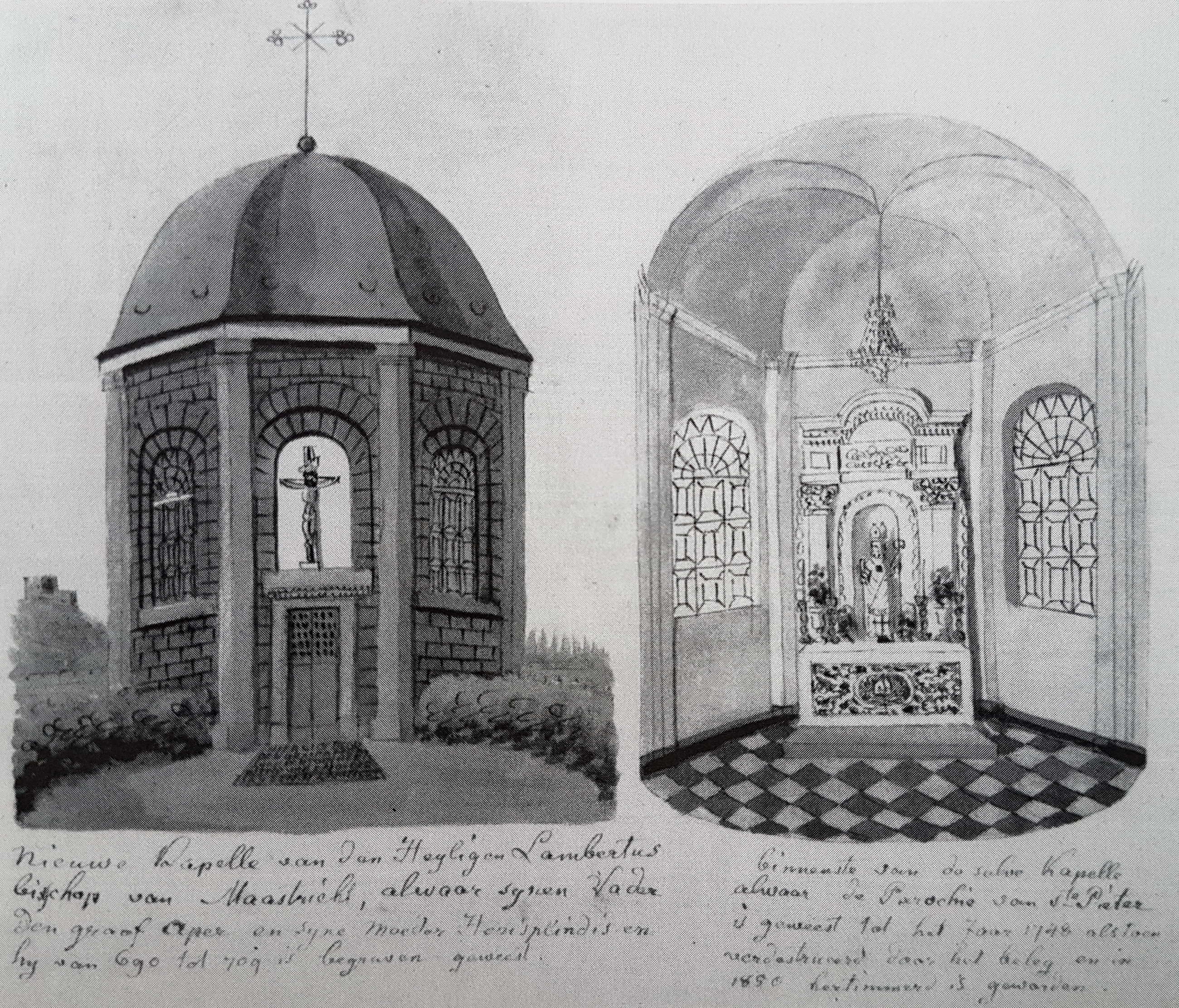
Huidige kapel, 19e eeuw
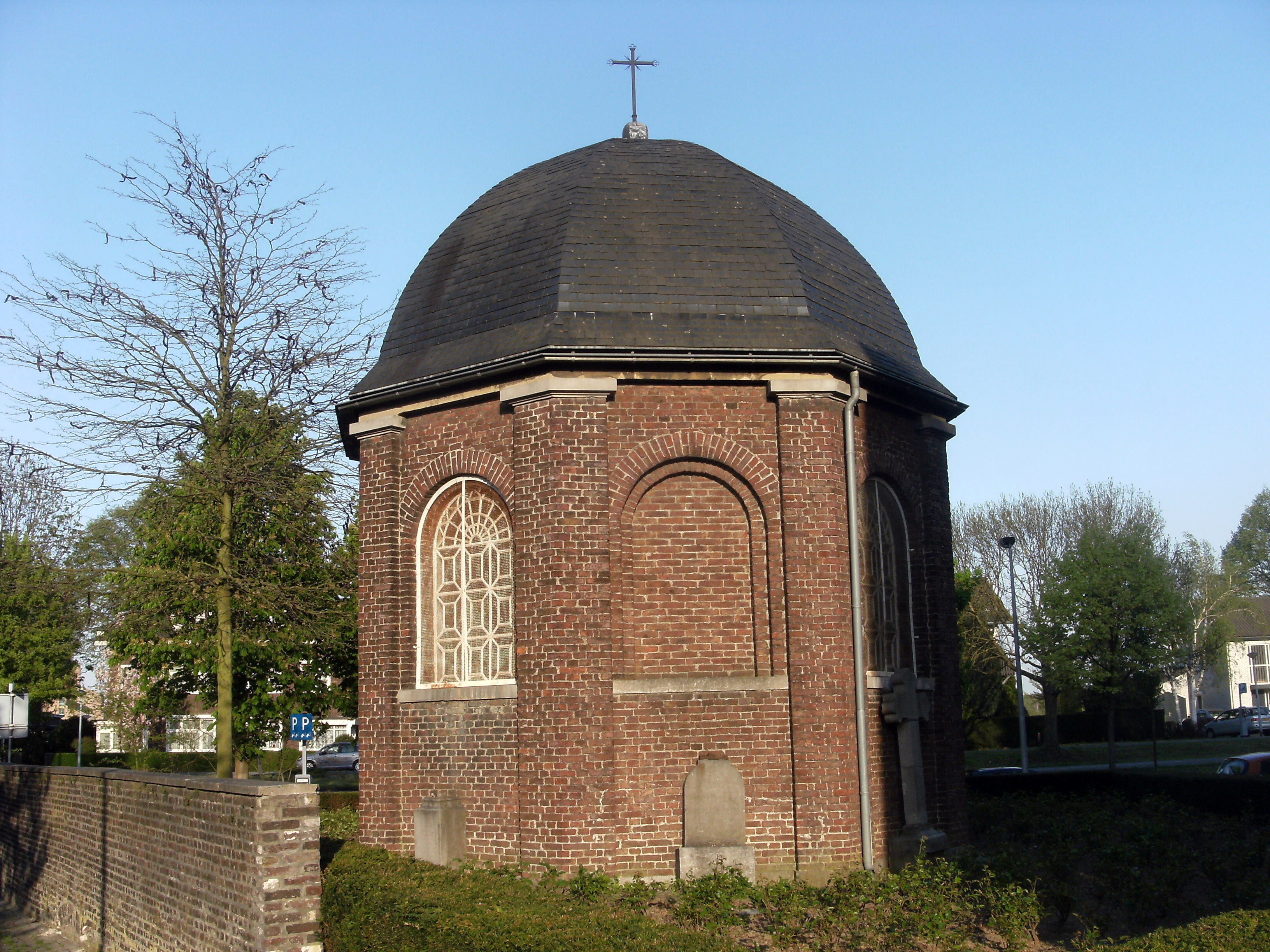
Achterzijde met grafstenen